# Crepis divaricata
Crepis divaricata (скереда розлога) — вид рослин з родини айстрові (Asteraceae), зі списку ендемічної флори Мадейри. Етимологія: лат. divaricatus — «розлогий».

## Поширення
Ендемік архіпелагу Мадейра (о-ви Мадейра, Дезерташ, Порту-Санту) й а. Селваженш.